# Justicia masiaca
Justicia masiaca är en akantusväxtart som beskrevs av T.F. Daniel. Justicia masiaca ingår i släktet Justicia och familjen akantusväxter. Inga underarter finns listade i Catalogue of Life.